# Diaphoreolis
Diaphoreolis Iredale & O'Donoghue, 1923 è un genere di molluschi nudibranchi della famiglia Trinchesiidae.

## Tassonomia
Il genere comprende le seguenti specie:
- Diaphoreolis flavovulta (MacFarland, 1966)
- Diaphoreolis lagunae (O'Donoghue, 1926)
- Diaphoreolis viridis (Forbes, 1840)